# 금강운수 (안산시)
금강운수(金剛運輸)는 경기도 안산시의 옛 마을버스 회사였고, 본사는 경기도 안산시 단원구 초지동 744-7번지에 위치해 있었다. 같은 안산시 면허의 마을버스 회사인 진보운수와 같은 계열사였다.

## 금강운수 연혁
- 2003년: 안산시의 마을버스 사업자로 선정, 대방마을버스로 설립
- 2006년: 진보운수에 인수되어 금강운수로 사명 변경
- 2011년: 계열사인 진보운수와 함께 경영난으로 폐업. 노선은 경원여객에 인수되어 시내버스로 전환

## 과거 운행노선
- ● 3번: 수암동 ↔ 월피동 ↔ 중앙역《현 경원여객 3-1번》
- ● 4번: 본오아파트 ↔ 상록구청 ↔ 한대앞역《현 경원여객 4-1번》
- ● 8번: 사사동 ↔ 반월역 ↔ 삼천리마을《현 경원여객 8-1번》